# Mia Rose (actrice pornographique)
Pour les articles homonymes, voir Rose et Mia Rose.
Mia Rose (née le 30 mars 1987  à Sutton en Alaska) est une actrice américaine de films pornographiques. Elle est la sœur cadette de Ava Rose, également actrice de films pornographiques.

## Filmographie

### Distinctions
Récompenses
Nominations
- 2006 : XRCO Award : Cream Dream
- 2007 : Adultcon Award : Best Actress for an Anal Performance – Own My Bot Lane
- 2007 : AVN Award : Best New Starlet